# ذفرة قصيرة الثمار
ذفرة قصيرة الثمار (الاسم العلمي:Cleome brachycarpa) هي نوع من النباتات تتبع جنس الذفرة من الفصيلة الذفرية.